# Ed Harris

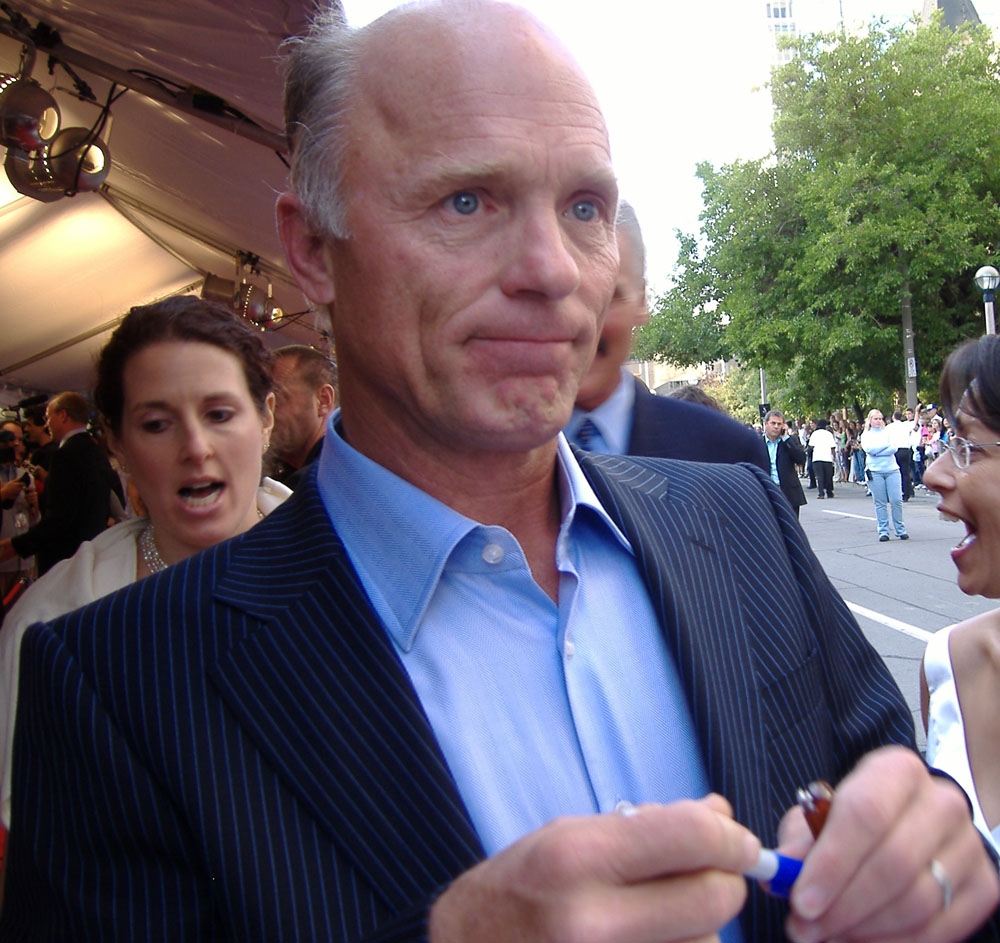
Ed Harris în 2005

Edward Allen „Ed” Harris (n. 28 noiembrie 1950, Englewood⁠(d), New Jersey, SUA) este un actor, scenarist și regizor american, cel mai cunoscut pentru interpretările sale actoricești în Pollock, Appaloosa, The Rock, The Abyss, Apollo 13, A Beautiful Mind, Enemy at the gates (Inamicul e aproape), A History of Violence, The Truman Show, The Right Stuff, Gone, Baby, Jackknife, Empire Falls, The Game Change sau The Hours. A fost nominalizat de trei ori la premiul Oscar pentru cel mai bun actor în rol secundar și o dată la premiul Oscar pentru cel mai bun actor pentru rolul titular din Pollock.

## Copilăria și viața personală
Harris s-a născut în Englewood, New Jersey, și a crescut în Tenafly, fiul lui Margaret, și al lui Robert L. Harris. El are un frate mai mare, Robert, și un frate mai mic, Spencer. Părinții lui erau originari din Oklahoma. Harris a fost crescut într-o clasă prezbiteriană mijlocie. A absolvit Liceul din Tenafly în 1969, unde a jucat în echipa de fotbal, în ultimul an de liceu fiind căpitanul echipei. Doi ani mai târziu, familia sa s-a mutat la New Mexico, unde el a descoperit interesul său pentru interpretarea diferitelor piese de teatru. După mai multe roluri de succes în teatru local, s-a mutat la Los Angeles și s-a înscris la California Institute of the Arts. El a petrecut acolo doi ani, absolvind institutul.

## Filmografie
| An   | Titlu                              | Rol                                 | Note |
| ---- | ---------------------------------- | ----------------------------------- | --- |
| 1978 | Coma                               | Pathology Resident No. 2            | |
| 1980 | Borderline                         | Hotchkiss                           | |
| 1981 | Knightriders                       | Billy                               | |
| 1981 | Dream On!                          |                                     | |
| 1982 | Creepshow                          | Hank Blaine                         | |
| 1983 | The Right Stuff                    | John Glenn                          | |
| 1983 | Under Fire                         | Oates                               | |
| 1984 | Swing Shift                        | Jack Walsh                          | |
| 1984 | Places in the Heart                | Wayne Lomax                         | |
| 1984 | A Flash of Green                   | Jimmy Wing                          | |
| 1985 | Code Name: Emerald                 | Gus Lang                            | |
| 1985 | Alamo Bay                          | Shang                               | |
| 1985 | Sweet Dreams                       | Charlie Dick                        | |
| 1987 | Walker                             | William Walker                      | |
| 1987 | The Last Innocent Man              | Harry Nash                          | |
| 1988 | To Kill a Priest                   | Stefan                              | |
| 1989 | Jacknife                           | David 'High School' Flannigan       | Nominalizare la - Golden Globe Award for Best Supporting Actor – Motion Picture |
| 1989 | The Abyss                          | Virgil 'Bud' Brigman                | Nominalizare la - Saturn Award for Best Actor |
| 1990 | Stare de grație                    | Frankie Flannery                    | |
| 1991 | Paris Trout                        | Harry Seagraves                     | |
| 1992 | Glengarry Glen Ross                | Dave Moss                           | Valladolid International Film Festival Award for Best Actor |
| 1992 | Running Mates                      | Hugh Hathaway                       | |
| 1993 | Firma                              | Wayne Tarrance                      | |
| 1993 | Needful Things Suflete de vânzare  | Sheriff Alan Pangborn               | |
| 1994 | Milk Money                         | Tom Wheeler                         | |
| 1994 | China Moon                         | Kyle Bodine                         | |
| 1994 | The Stand                          | General Starkey                     | |
| 1995 | Nixon                              | E. Howard Hunt                      | |
| 1995 | Apollo 13                          | Gene Kranz                          | Screen Actors Guild Award for Outstanding Performance by a Male Actor in a Supporting Role Southeastern Film Critics Association Award for Best Supporting Actor Nominalizare - Academy Award for Best Supporting Actor Nominalizare - Chicago Film Critics Association Award for Best Supporting Actor Nominalizare - Golden Globe Award for Best Supporting Actor – Motion Picture |
| 1995 | Just Cause                         | Blair Sullivan                      | |
| 1996 | The Rock Fortăreața                | Brigadier General Francis X. Hummel | |
| 1996 | Eye for an Eye                     | Mack McCann                         | |
| 1996 | Riders Of The Purple Sage          | Jim Lassiter                        | |
| 1997 | Absolute Power                     | Seth Frank                          | |
| 1998 | Physical Graffiti                  |                                     | |
| 1998 | Stepmom                            | Luke Harrison                       | |
| 1998 | The Truman Show                    | Christof                            | Golden Globe Award for Best Supporting Actor National Board of Review Award for Best Supporting Actor Southeastern Film Critics Association Award for Best Supporting Actor Nominalizare - Academy Award for Best Supporting Actor Nominalizare - BAFTA Award for Best Actor in a Supporting Role Nominalizare - Online Film Critics Society Award for Best Supporting Actor |
| 1999 | The Third Miracle                  | Frank Shore                         | |
| 2000 | Pollock                            | Jackson Pollock                     | de asemenea Regizor Toronto Film Critics Association Award for Best Actor Nominalizare la - Academy Award for Best Actor Nominalizare la - Satellite Award for Best Actor – Motion Picture Drama |
| 2000 | The Prime Gig                      | Kelly Grant                         | |
| 2000 | Waking the Dead                    | Jerry Charmichael                   | |
| 2001 | A Beautiful Mind                   | Parcher                             | Nominalizare la - Satellite Award for Best Supporting Actor – Motion Picture Nominalizare la - Screen Actors Guild Award for Outstanding Performance by a Cast in a Motion Picture |
| 2001 | Buffalo Soldiers                   | Colonel Berman                      | |
| 2001 | Enemy at the Gates                 | Major König                         | |
| 2002 | The Hours                          | Richard Brown                       | Nominalizare la - Academy Award for Best Supporting Actor Nominalizare la - BAFTA Award for Best Actor in a Supporting Role Nominalizare la - Golden Globe Award for Best Supporting Actor – Motion Picture Nominalizare la - London Film Critics Circle Award for Actor of the Year Nominalizare la - Phoenix Film Critics Society Award for Best Cast Nominalizare la - Screen Actors Guild Award for Outstanding Performance by a Cast in a Motion Picture Nominalizare la - Screen Actors Guild Award for Outstanding Performance by a Male Actor in a Supporting Role |
| 2003 | Radio                              | Coach Jones                         | |
| 2003 | The Human Stain                    | Lester Farley                       | |
| 2003 | Masked and Anonymous               | Oscar Vogel                         | |
| 2005 | Empire Falls                       | Miles Roby                          | Nominalizare la - Golden Globe Award for Best Actor – Miniseries or Television Film Nominalizare la - Primetime Emmy Award for Outstanding Lead Actor in a Miniseries or a Movie Nominalizare la - Satellite Award for Best Actor – Miniseries or Television Film Nominalizare la - Screen Actors Guild Award for Outstanding Performance by a Male Actor in a Miniseries or Television Movie |
| 2005 | Winter Passing                     | Don Holden                          | |
| 2005 | A History of Violence              | Carl Fogarty                        | National Society of Film Critics Award for Best Supporting Actor |
| 2006 | Two Tickets to Paradise            | Melville                            | |
| 2006 | Copying Beethoven                  | Ludwig van Beethoven                | |
| 2006 | The Armenian Genocide              | US Consul Leslie Davis              | Documentar |
| 2007 | Gone Baby Gone                     | Remy Bressant                       | |
| 2007 | Cleaner                            | Eddie Lorenzo                       | |
| 2007 | National Treasure: Book of Secrets | Mitch Wilkinson                     | |
| 2008 | Touching Home                      | Charlie Winston                     | |
| 2008 | Appaloosa                          | Virgil Cole                         | (de asemenea scenarist-Regizor) |
| 2009 | Once Fallen                        | Liam                                | |
| 2010 | The Way Back                       | Mr. Smith                           | |
| 2010 | Call of Duty: Black Ops            | Jason Hudson                        | (joc video; doar voce) |
| 2011 | That's What I Am                   | Mr. Simon                           | |
| 2011 | Salvation Boulevard                | Dr. Paul Blaylock                   | |
| 2012 | Man on a Ledge                     | David Englander                     | |
| 2012 | Game Change                        | John McCain                         | film de televiziune |
| 2013 | Pain & Gain                        | Ed Du Bois, III                     | |
| 2013 | Snowpiercer                        | Minister Wilford                    | |
| 2013 | Sweetwater                         | Sheriff Cornelius Jackson           | |
| 2013 | The Face of Love                   | Tom Young / Garret Mathis           | |
| 2013 | Gravity                            | Mission Control                     | Voice role |
| 2014 | Planes: Fire & Rescue              | Blade Ranger                        | Voice role |
| 2014 | Frontera                           | Roy McNary                          | |
| 2015 | Cymbeline                          | King Cymbeline                      | |
| 2015 | Run All Night                      | Shawn Maguire                       | |
| 2015 | The Adderall Diaries               | Neil Elliott                        | |
| 2016 | In Dubious Battle                  | Joy                                 | |
| 2016 | Rules Don't Apply                  | Mr. Bransford                       | |
| 2017 | Mother!                            | Man                                 | |
| 2017 | Kodachrome                         | Ben Ryder                           | |
| 2017 | Geostorm: Pericol Global           | Secretary Leonard Dekkom            | |
| 2017 | A Crooked Somebody                 |                                     | |